# Huy (Höhenzug)

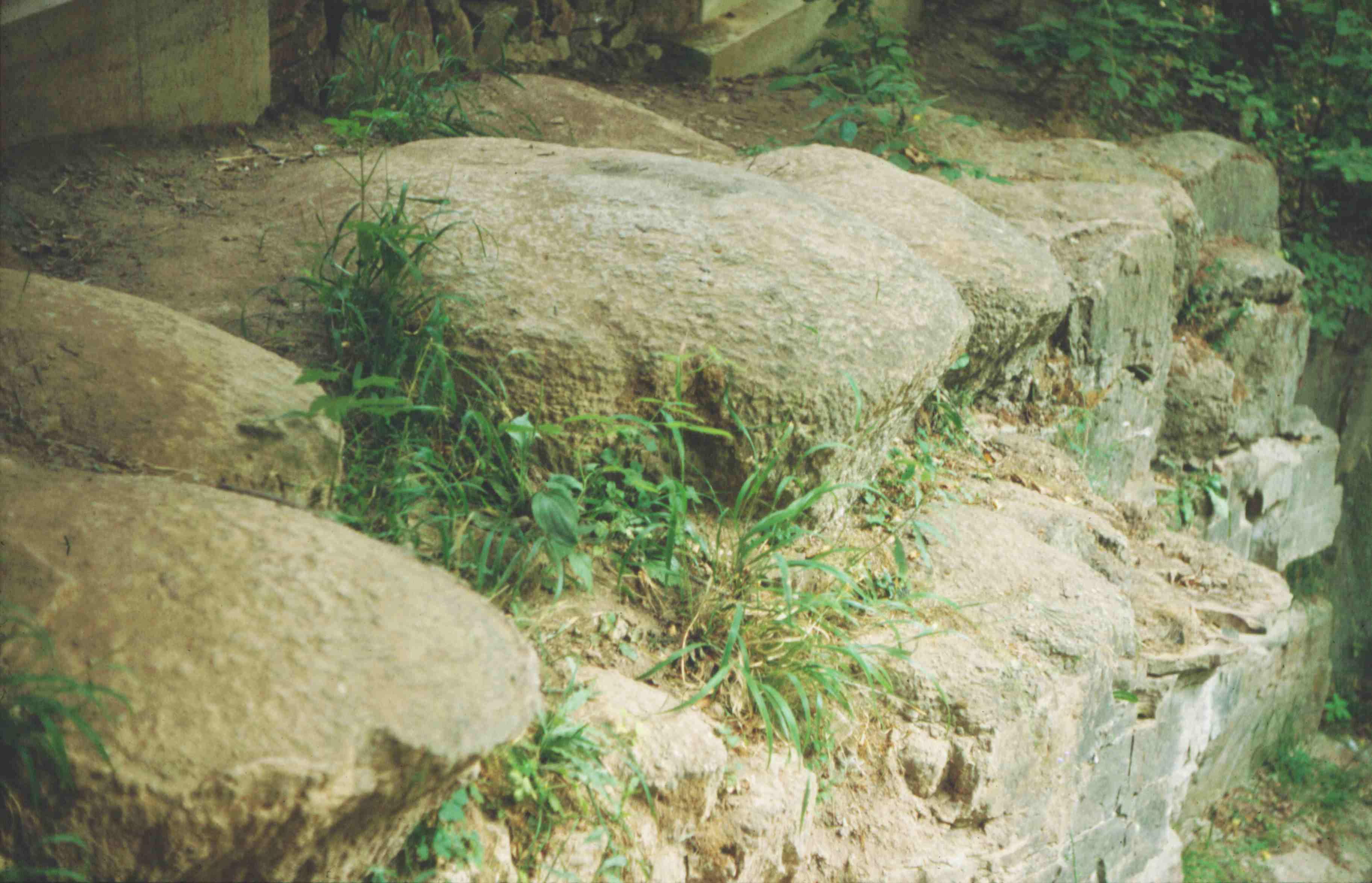
Fossile Stromatolithen des Unteren Buntsandsteins bei Wilhelmshall im Huy

Der Huy ([hyː] „Hüh“, von althochdeutsch für Höhe, auch Huywald) zwischen Dardesheim und Schwanebeck im Landkreis Harz in Sachsen-Anhalt ist ein bis 314,8 m ü. NHN hoher Höhenzug im nördlichen Harzvorland.

## Geographie

### Lage
Der Huy liegt im Nordteil des Landkreises Harz, etwa 10 km nordwestlich von Halberstadt zwischen Dardesheim im Westen und Schwanebeck im Osten, überwiegend im Gebiet der gleichnamigen Gemeinde Huy; kleine südliche Teile liegen im Stadtgebiet von Halberstadt. Die Ortschaften, wie Badersleben, Anderbeck, Dingelstedt und Eilenstedt (nördlich; zu Huy) sowie Sargstedt, Aspenstedt und Athenstedt (südlich; zu Halberstadt) liegen mit Ausnahme von Huy-Neinstedt, Wilhelmshall, Mönchhai und Röderhof (alle zu Huy) rings um den Höhenzug, reichen aber teils bis auf seine Hanglagen. Der Huy erstreckt sich in Ost-West-Richtung auf rund 12 km Länge und in Nord-Süd-Richtung über etwa 3 km Breite. Die höchste der Erhebungen im Huy ist der Buchenberg.
In Richtung Norden und Nordwesten fällt das Gelände zum Großen Bruch hin ab. Nach Osten geht der Huy in die Magdeburger Börde über und nach Süden und Südwesten leitet die Landschaft des Harzvorlandes zum Harz über.

### Naturräumliche Zuordnung
Der Huy gehört in der naturräumlichen Haupteinheitengruppe Nördliches Harzvorland (Nr. 51), in der Haupteinheit Harzrandmulde (510), in der Untereinheit Harzburger Harzvorland (5101) und dessen Teilgebiet Huy (5101.5) zum Naturraum Huyberg (5101.51).

### Erhebungen
Zum Huy und seinen Ausläufern gehören diese Erhebungen, Nebenkuppen und Hangsporne (usw.) – sortiert nach Höhe in Meter (m) über Normalhöhennull (NHN; ):
- Buchenberg (314,8 m), zwischen Huy-Neinstedt und Aspenstedt
- Erhebung nahe der Huysburg (307,9 m), südlich von Röderhof
- Vorberg (306,2 m), nordnordwestlich von Sargstedt
- Hardelsberg (304,3 m), südsüdöstlich von Huy-Neinstedt
- Steinberg (303,1 m), nördlich von Sargstedt
- Paulsberg (302,5 m), nordwestlich von Sargstedt
- Spechtsberg (302,5 m), nordnordöstlich von Sargstedt
- Teufelskanzel (ca. 300 m), nordnordöstlich von Sargstedt
- Kleiner Münchenberg (276,0 m), nordöstlich von Athenstedt
- Vorberg (274,2 m), nordwestlich von Aspenstedt
- Herrenberg (261,8 m), zwischen Dingelstedt und Aspenstedt
- Schalksberg (258,7 m), direkt südlich von Röderhof
- Himmelreichsberg (253,7 m), nordwestlich von Athenstedt
- Lindhorn (252,7 m), zwischen Dingelstedt und Huy-Neinstedt
- Kleiberg (252,2 m), direkt nördlich von Aspenstedt
- Paulskopf (248,1 m), südlich von Eilenstedt
- Westerburger Berg (241,2 m), südsüdöstlich von Dingelstedt
- Wahrberg (ca. 235 m), direkt nördlich von Aspenstedt

## Geologie und Landschaft

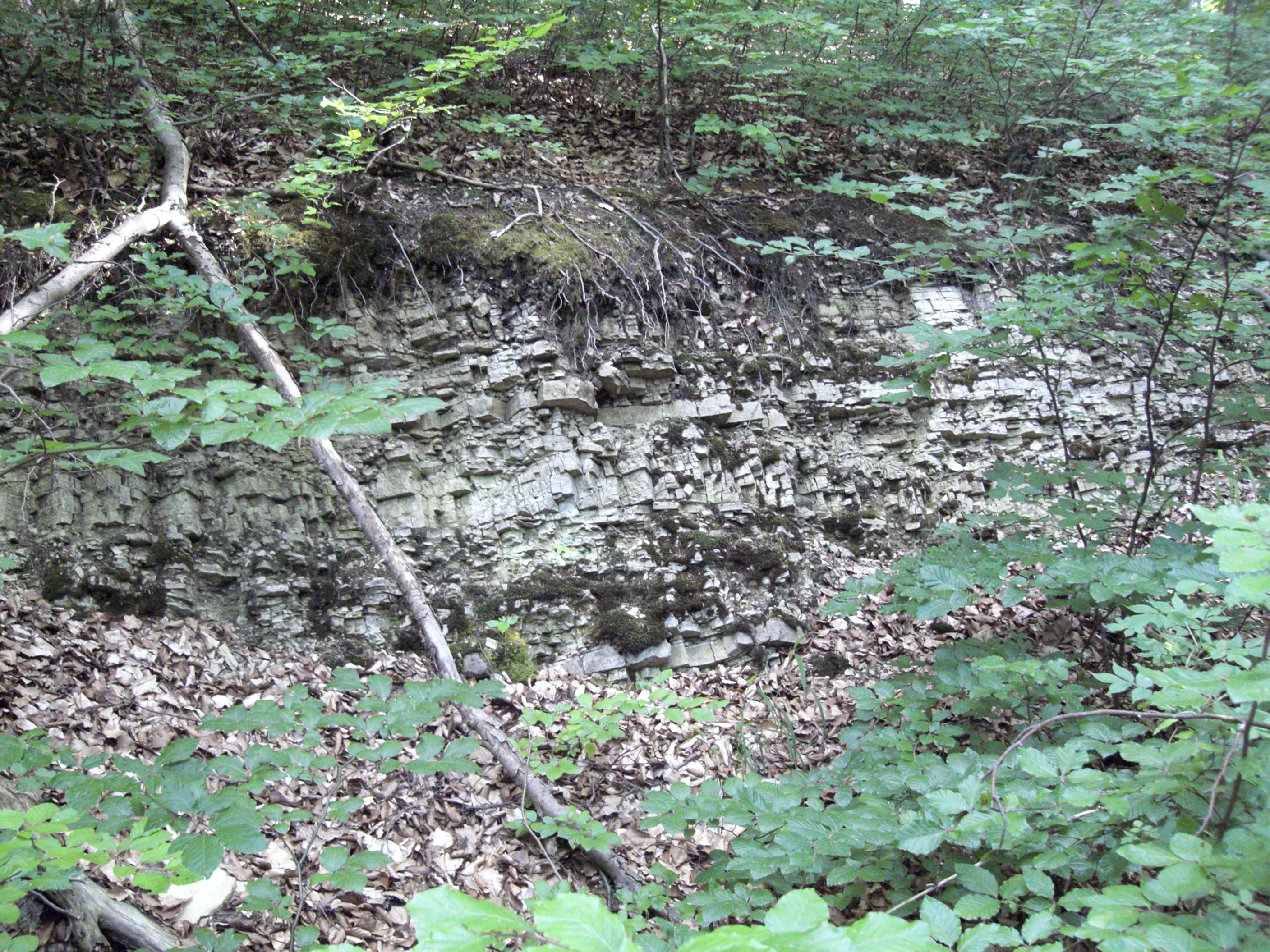
Muschelkalk im Huy

Der Huy besteht vornehmlich aus Buntsandstein und Muschelkalk. Teilweise wird er als Schmalsattel bezeichnet, teilweise als Breitsattel. Der auf dem Höhenzug befindliche Huywald ist einer der größten fast reinen Buchenwälder Mitteleuropas.

## Geschichte
Der Huy wird 997 als Hui in einer Ottonenurkunde erwähnt.
Im Huy wurde 1080 das Benediktinerkloster Huysburg gegründet, 1804 säkularisiert und im Jahr 1972 wiedergegründet.

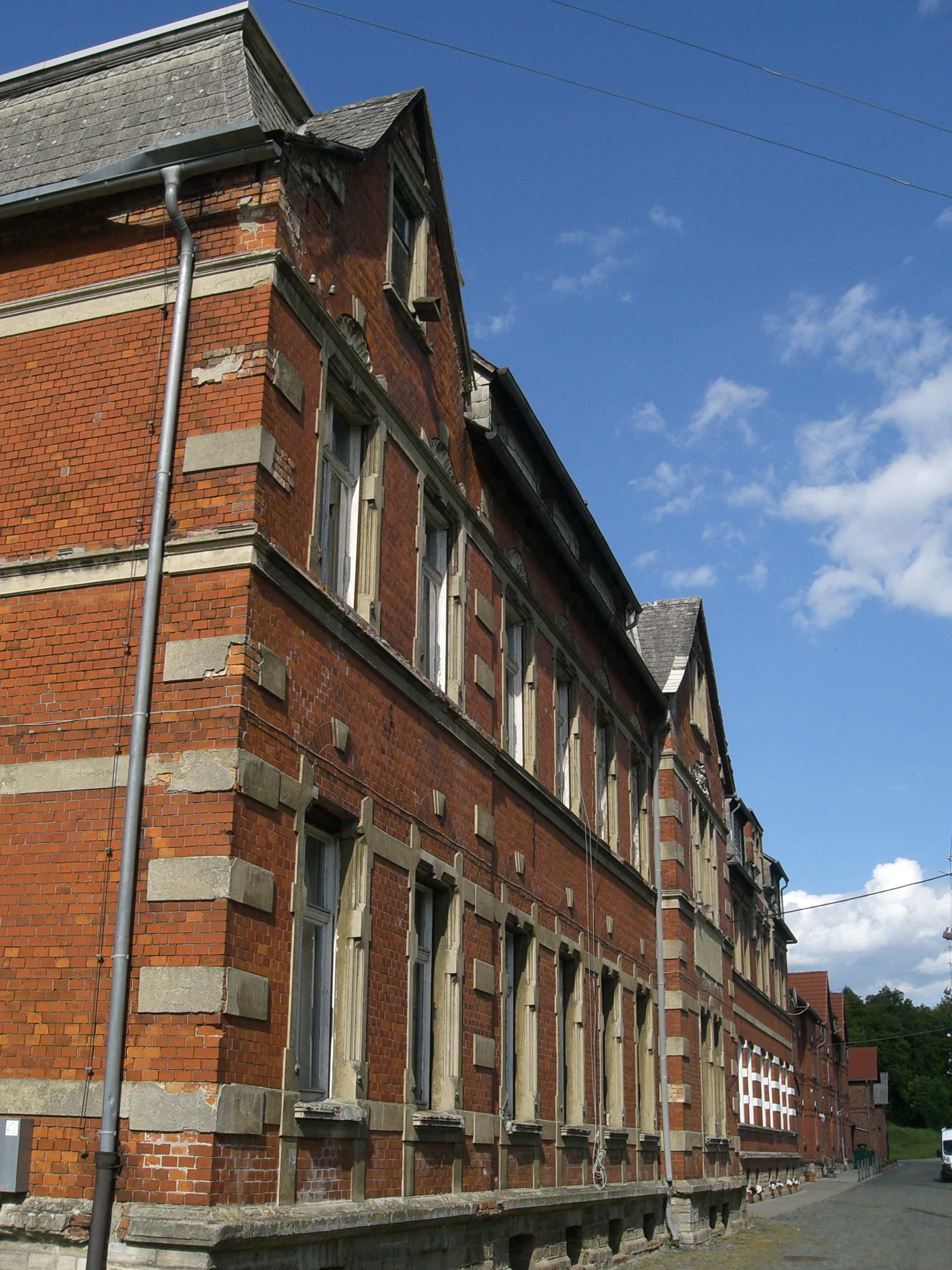
Wilhelmshall

Zwischen 1882 und 1887 wurden mehrere Bohrungen im Huy rund fünf Kilometer von Anderbeck durchgeführt. Dabei wurden große Vorkommen an Kalisalzen und Steinsalz in geringer Tiefe gefunden. Dies führte zur Gründung der Gewerkschaft Wilhelmshall zu Anderbeck, die hier bis 1926 Salze abbaute und einen zwischenzeitlichen Aufschwung in der Huy-Region auslöste. Vor allem zum Abtransport der Kalisalze entstand auch die Bahnstrecke Jerxheim–Dedeleben–Nienhagen mit einer 1891 errichteten Anschlussbahn von Anderbeck zu den Kalibergwerken. Die Bahnstrecke, die auch Huybahn genannt wurde, führte am östlichen und nördlichen Huyrand entlang. Ihr letzter Abschnitt Dedeleben–Nienhagen wurde 2001 stillgelegt. 
In der Nähe von Schwanebeck wurde 1897 ein Zementwerk errichtet, das einen Kalksteinbruch im Huy nutzte und ebenfalls an die Bahnstrecke angeschlossen wurde.
Bei Steinbrucharbeiten wurden im Jahr 1910 eiszeitliche Gletschertöpfe entdeckt.
Seit 1934 befand sich im Huy in einem der stillgelegten Kalischächte die Heeres-Munitionsanstalt Dingelstedt b Halberstadt. 1944 arbeiteten in der Munitionsanstalt bis zu 600 Angestellte und Zwangsarbeiter. Bei zwei Explosionen am 21. September 1944 gab es 59 Tote. Von 1957 bis 1961 wurde eine Wiederinbetriebnahme der Kaliförderung erörtert, schließlich aber verworfen. Bis 1962 wurden die unterirdischen Anlagen geräumt. 1978 war die Flutung der Schächte abgeschlossen.

## Schutzgebiete
Im Huy liegt das Naturschutzgebiet Herrenberg und Vorberg im Huy (CDDA-Nr. 163648; 1961 ausgewiesen; 2,43 km² groß). Nahezu der gesamte Höhenzug mit seinen Randlagen ist als Landschaftsschutzgebiet Huy (CDDA-Nr. 163648; 1997; 54,92 km²) ausgewiesen. Auf Großteilen der Landschaft befindet sich das zweiteilige Fauna-Flora-Habitat-Gebiet Huy nördlich Halberstadt (FFH-Nr. 4031-301; 20,05 km²), das flächenmäßig deckungsgleich mit dem Vogelschutzgebiet Huy nördlich Halberstadt (VSG-Nr. 4031-301; 20,05 km²) ist.

## Tourismus

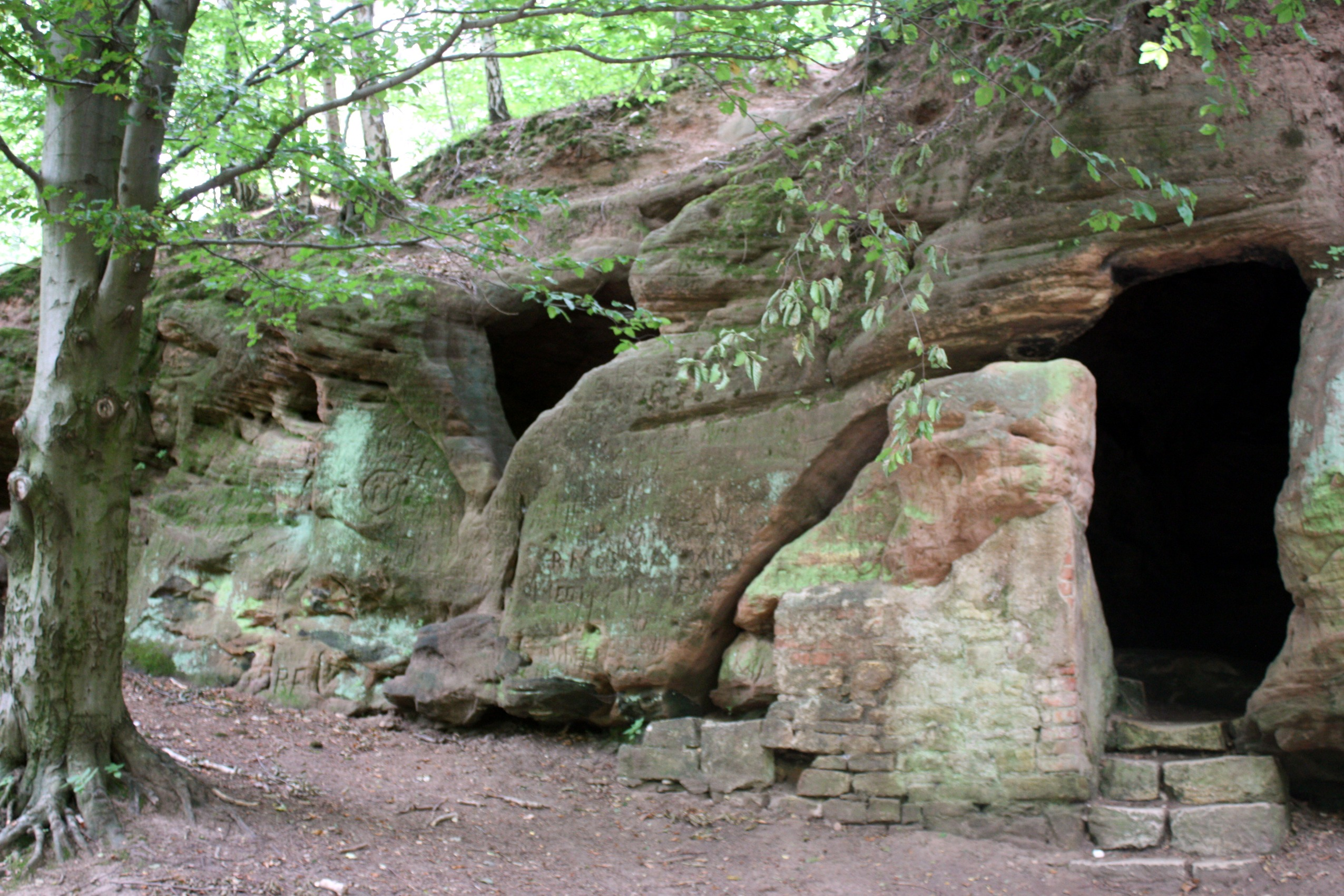
Die Daneilshöhle

Im Huy befinden sich die Daneilshöhle, die Huysburg, die Paulkopfswarte und die Sargstedter Warte. Heute wird der Huy häufig zum Wandern, Radfahren und Reiten genutzt.

## Verkehr
Der Huy liegt direkt im „Winkel“ zwischen der westlich verlaufenden Bundesstraße 244 (zwischen Helmstedt und Wernigerode) und der südlich verlaufenden Bundesstraße 79 (zwischen Wolfenbüttel und Halberstadt). Durch den Höhenzug oder knapp vorbei an diesem führen die Straße der Romanik und die Deutsche Alleenstraße. Nördlich vorbei am Huy verlief früher, durch Badersleben, Anderbeck, Dingelstedt und Eilenstedt, die Bahnstrecke Jerxheim–Nienhagen, von der in Eilenstedt Anschluss an die Feldbahn Strube-Bahn bestand.